# Euripilo (re di Coo)
Euripilo (in greco antico: Εὐρύπυλος) era, nella mitologia greca, un figlio di Poseidone e re di Coo. Fu ucciso da Eracle

## Genealogia
Euripilo era figlio del dio Poseidone e di Astipalea, una figlia di Fenice. Suo fratello era il re di Samo Anceo. Da una donna di nome Clite (Κλυτίη) ebbe la figlia Calciope e i figli Calcone e Antagora.

## Mitologia
Eracle sbarcò a Coo per sfuggire a una tempesta inviata da Era, ma gli abitanti dell'isola lo attaccarono credendolo un pirata. Secondo un'altra versione invece Eracle pianificò l'invasione di Coo per rapire la figlia di Euripilo, Calciope, di cui si era invaghito. In entrambe le versioni Eracle uccise infine Euripilo ed ebbe da Calciope il figlio Tessalo.